# Tatiana Logunova
Tatiana Iurevna Logunova (rusă Татьяна Юрьевна Логунова)  (n. 3 iulie 1980, Moscova, RSFS Rusă, URSS) este o scrimeră rusă specializată pe spadă. A fost dublă campioană olimpică pe echipe la  Jocurile Olimpice din 2000 de la Sydney și la cele din 2004 de la Atena. Este și dublă campioană mondială pe echipe la Campionatul Mondial din 2001 și la cel din 2003. La individual a fost laureată cu aur la Campionatul European din 2003.